# الدوري الإسكتلندي الممتاز 2013–14
الدوري الإسكتلندي الممتاز 2013–14 (بالإنجليزية: 2013–14 Scottish Premiership)‏ هو الموسم 117 من  الدوري الإسكتلندي الممتاز. أقيم خلال الفترة 2 أغسطس 2013 وحتى 11 مايو 2014، وأشرف على تنظيمه اتحاد إسكتلندا لكرة القدم، وكان عدد الأندية المشاركة فيه  12، وفاز فيه نادي سلتيك.